# Coimata
Coimata ist eine Ortschaft im Departamento Tarija im südamerikanischen Anden-Staat Bolivien.

## Lage im Nahraum
Coimata ist zentraler Ort des Kanton Tomatas im Municipio San Lorenzo in der Provinz Eustaquio Méndez. Die Streusiedlung Coimata liegt auf einer Höhe von 2024 m zwischen Río Erquis und Río Victoria, die beide in den Río Nuevo Guadalquivir münden.

## Geographie
Coimata liegt am südöstlichen Rand der Hochebene des bolivianischen Altiplano auf dem Übergang zum Tiefland. Das Klima ist wegen der Binnenlage über mehr als die Hälfte des Jahres trocken, jedoch weitaus weniger rau als die Hochfläche und weist ein typisches Tageszeitenklima auf, bei dem die Temperaturschwankungen zwischen Tag und Nacht in der Regel deutlich größer sind als die jahreszeitlichen Schwankungen.
Die Jahresdurchschnittstemperatur der Region liegt bei 19 °C (siehe Klimadiagramm Tarija) und schwankt nur unwesentlich zwischen 15 °C im Juni/Juli und 22 °C von Dezember bis Februar. Der Jahresniederschlag beträgt etwa 550 mm, mit einer stark ausgeprägten Trockenzeit von April bis Oktober mit Monatsniederschlägen unter 30 mm und einer Feuchtezeit von Dezember bis Februar mit über 100 mm Monatsniederschlag.

## Verkehrsnetz
Coimata liegt in einer Entfernung von neun Straßenkilometern westlich von Tarija, der Hauptstadt des gleichnamigen Departamentos.
Durch Tarija führt die asphaltierte Nationalstraße Ruta 1, die von Bermejo im Süden an der argentinischen Grenze das gesamte bolivianische Hochland in Süd-Nord-Richtung bis zur peruanischen Grenze bei Desaguadero durchquert und dabei außer Tarija auch die Metropolen Potosí, Oruro und El Alto passiert. Fünf Kilometer nordwestlich des Zentrums von Tarija überquert die Ruta 1 den Río Guadalquivir. Direkt jenseits der Brücke zweigt eine Landstraße in westlicher Richtung nach La Pampa, La Victoria und Rincón de la Victoria ab, von der aus eine Seitenstraße nach Coimata führt.

## Bevölkerung
Die Einwohnerzahl der Ortschaft ist im vergangenen Jahrzehnt nahezu unverändert geblieben:
| Jahr | Einwohner   | Quelle       |
| ---- | ----------- | ------------ |
| 1992 | keine Daten | Volkszählung |
| 2001 | 517         | Volkszählung |
| 2012 | 523         | Volkszählung |
| 2024 |             | Volkszählung |